# Dynín (stacja kolejowa)
Dynín – stacja kolejowa w miejscowości Dynín, w kraju południowoczeskim, w Czechach. Znajduje się na linii 202 Benešov – Czeskie Budziejowice, na wysokości 425 m n.p.m..  

## Linie kolejowe
- 220: Benešov – Czeskie Budziejowice